# Эркулес (футбольный клуб, Аликанте)
«Э́ркулес» (исп. Hércules CF) — испанский футбольный клуб из города Аликанте, в одноимённой провинции в автономном сообществе Валенсия. Клуб основан в 1922 году, гостей принимает на арене «Хосе Рико Перес». Лучшие годы клуба пришлись на вторую половину 70-х годов XX века, когда он был постоянным участником Примеры. Лучшим результатом является 5-е место в сезоне 1974/75. Последний раз в высшую испанскую лигу клуб поднимался в сезоне 2010/11.

## История
Перед дебютом в Примере в сезоне 2010/11 клуб сделал ряд громких приобретений. В числе новичков клуба оказались Давид Трезеге, Ройстон Дренте, Нельсон Вальдес. В самом начале сезона «Эркулес» успел получить прозвище «гроза авторитетов» за выдающиеся матчи против сильнейших клубов Испании:
- 2 тур. «Барселона» — Эркулес — 0:2
- 5 тур. «Эркулес» — «Севилья» — 2:0
- 7 тур. «Эркулес» — «Вильярреал» — 2:2
- 18 тур. «Эркулес» — «Атлетико Мадрид» — 4:1

Однако в матчах с мадридским «Реалом» (1:3), «Атлетиком» из Бильбао (0:1) и «Валенсией» (1:2) клуб из Аликанте не смог преодолеть сопротивления соперников. По итогам сезона клуб занял 19 место и вылетел в Сегунду.
В 1960-х годах в течение восьми сезонов фарм-клубом «Эркулеса» являлся футбольный клуб «Аликанте».

## Прежние названия
- 1914—1941 — «Эркулес»
- 1941—1942 — «Депортиво Аликанте»
- 1942—1943 — «Эркулес Аликанте»
- 1943—1969 — «Эркулес»
- 1969—1969 — «Эркулес Аликанте»
- 1969—2011 — «Эркулес»
- 2011— «Эркулес Аликанте»

## Сезоны по дивизионам
- Примера — 20 сезонов
- Сегунда — 43 сезона
- Сегунда Б — 12 сезонов
- Терсера — 7 сезонов

## Достижения
- Сегунда
  - Победитель (3): 1934/35, 1965/66, 1995/96
- Терсера
  - Победитель (5): 1931/32, 1932/33, 1959/60, 1968/69, 1969/70